# Sindustries
Sindustries — третій та останній повноформатний альбом шведського гурту Gardenian, виданий 31 жовтня 2000 року лейблом Nuclear Blast. Альбом було записано на Studio Abyss під керівництвом Петера Тегтгрена. У 2008 році диск, що пройшов ремастеринг, було перевидано компанією Metal Mind Productions у вигляді подвійного діджипака разом з попереднім альбомом Gardenian «Soulburner».
Оформленням обкладинки та буклета займався відомий шведський дизайнер продукції метал-гуртів, гітарист Dark Tranquillity Ніклас Сундін.
Sindustries став першим альбомом гурту, записаним разом з басистом Крісом Альбертссоном. Через деякий час після релізу альбому Gardenian розірвали контракт з Nuclear Blast, які, на їх думку, не могли забезпечити колективу нормальних умов для розвитку.

## Список пісень
| #   | Назва                    | Автор слів     | Тривалість |
| --- | ------------------------ | -------------- | ---------- |
| 1.  | «Selfproclaimed Messiah» | Челль          | 8:06       |
| 2.  | «Doom & Gloom»           | Челль          | 6:34       |
| 3.  | «Long Snap to Zero»      | Челль          | 6:07       |
| 4.  | «Courageous»             | Челль          | 4:42       |
| 5.  | «Heartless»              | Челль, Енгелін | 6:34       |
| 6.  | «The Suffering»          | Челль          | 6:21       |
| 7.  | «Scissorfight»           | Челль          | 5:35       |
| 8.  | «Sonic Death Monkey»     | Челль          | 5:54       |
| 9.  | «Sindustries»            | Челль, Енгелін | 6:51       |
| 10. | «Funeral»                | Челль          | 6:20       |

## Список учасників
Учасники гурту
- Джим Челль — гітара / вокал
- Ніклас Енгелін — гітара
- Кріс Альбертссон — бас-гітара
- Тім Блум — ударні

Запрошені музиканти
- Ларс Соке — акустична гітара
- Петер Тегтгрен — клавішні